# FA Cup 1979/80
Der FA Cup 1979/80 war die 99. Austragung des The Football Association Challenge Cup (meist als FA Cup bekannt).
Der Pokalwettbewerb startete mit der Qualifikation zwischen dem 1. September 1979 und dem 7. November 1979. Die Hauptrunde begann anschließend ab dem 23. November 1979 und endete mit dem Finale in Wembley in London am 10. Mai 1980 vor einer Kulisse von offiziell 100.000 Zuschauern. Sieger des Wettbewerbs wurde zum dritten Mal West Ham United. Unterlegener Finalist war der FC Arsenal.

## Wettbewerb

### Erste Hauptrunde
| Datum             |                        | Ergebnis |                       |
| ----------------- | ---------------------- | -------- | --------------------- |
| 24. November 1979 | FC Aldershot           | 4:1      | Exeter City           |
| 24. November 1979 | FC Altrincham          | 3:0      | Crewe Alexandra       |
| 24. November 1979 | FC Barking             | 1:0      | Oxford United         |
| 24. November 1979 | FC Barnsley            | 5:2      | Hartlepool United     |
| 24. November 1979 | FC Blackpool           | 1:1      | Wigan Athletic        |
| 24. November 1979 | Blyth Spartans         | 0:2      | Mansfield Town        |
| 24. November 1979 | Brandon United         | 0:3      | Bradford City         |
| 24. November 1979 | Burton Albion          | 0:2      | FC Bury               |
| 24. November 1979 | Carlisle United        | 3:3      | Hull City             |
| 24. November 1979 | FC Chester             | 5:1      | AFC Workington        |
| 24. November 1979 | Colchester United      | 1:1      | Plymouth Argyle       |
| 24. November 1979 | FC Darlington          | 1:1      | Huddersfield Town     |
| 24. November 1979 | Gravesend & Northfleet | 0:1      | Torquay United        |
| 24. November 1979 | FC Enfield             | 0:1      | Yeovil Town           |
| 24. November 1979 | Fareham Town           | 2:3      | Merthyr Town          |
| 24. November 1979 | Halifax Town           | 2:0      | FC Scarborough        |
| 24. November 1979 | FC Gillingham          | 0:0      | FC Wimbledon          |
| 24. November 1979 | Grimsby Town           | 1:1      | FC Chesterfield       |
| 24. November 1979 | Harlow Town            | 2:1      | FC Leytonstone/Ilford |
| 24. November 1979 | Hereford United        | 1:0      | Northampton Town      |
| 24. November 1979 | Kidderminster Harriers | 0:2      | Blackburn Rovers      |
| 24. November 1979 | FC Minehead            | 1:2      | Chesham United        |
| 24. November 1979 | FC Morecambe           | 1:1      | Rotherham United      |
| 24. November 1979 | Nuneaton Borough       | 3:3      | Northwich Victoria    |
| 24. November 1979 | Peterborough United    | 1:2      | AFC Bournemouth       |
| 24. November 1979 | FC Portsmouth          | 1:0      | AFC Newport County    |
| 24. November 1979 | FC Reading             | 4:2      | Kettering Town        |
| 24. November 1979 | AFC Rochdale           | 2:1      | Scunthorpe United     |
| 24. November 1979 | FC Salisbury           | 1:2      | FC Millwall           |
| 24. November 1979 | Sheffield United       | 3:0      | FC Burscough          |
| 24. November 1979 | Sheffield Wednesday    | 3:0      | Lincoln City          |
| 24. November 1979 | Slough Town            | 3:1      | Hungerford Town       |
| 24. November 1979 | Stafford Rangers       | 3:2      | Solihull Moors        |
| 24. November 1979 | Swindon Town           | 4:1      | FC Brentford          |
| 24. November 1979 | Tranmere Rovers        | 9:0      | AP Leamington         |
| 24. November 1979 | FC Walsall             | 2:0      | Stockport County      |
| 24. November 1979 | FC Wealdstone          | 0:1      | Southend United       |
| 24. November 1979 | Wycombe Wanderers      | 0:3      | FC Croydon            |
| 24. November 1979 | York City              | 5:2      | AFC Mossley           |
| 23. November 1979 | Port Vale              | 1:3      | Doncaster Rovers      |

#### Wiederholungsspiele
| Datum             |                    | Ergebnis |                   |
| ----------------- | ------------------ | -------- | ----------------- |
| 26. November 1979 | Northwich Victoria | 3:0      | Nuneaton Borough  |
| 27. November 1979 | FC Chesterfield    | 2:3      | Grimsby Town      |
| 27. November 1979 | Huddersfield Town  | 0:1      | FC Darlington     |
| 27. November 1979 | Plymouth Argyle    | 0:1      | Colchester United |
| 27. November 1979 | Rotherham United   | 2:0      | FC Morecambe      |
| 27. November 1979 | FC Wimbledon       | 4:2      | FC Gillingham     |
| 28. November 1979 | Hull City          | 0:2      | Carlisle United   |
| 28. November 1979 | Wigan Athletic     | 2:0      | FC Blackpool      |

### Zweite Hauptrunde
| Datum             |                    | Ergebnis |                     |
| ----------------- | ------------------ | -------- | ------------------- |
| 15. Dezember 1979 | FC Bury            | 0:0      | York City           |
| 15. Dezember 1979 | Carlisle United    | 3:0      | Sheffield Wednesday |
| 15. Dezember 1979 | Colchester United  | 1:0      | AFC Bournemouth     |
| 15. Dezember 1979 | FC Croydon         | 1:1      | FC Millwall         |
| 15. Dezember 1979 | FC Darlington      | 0:1      | Bradford City       |
| 15. Dezember 1979 | Doncaster Rovers   | 1:2      | Mansfield Town      |
| 15. Dezember 1979 | Grimsby Town       | 2:0      | Sheffield United    |
| 15. Dezember 1979 | Hereford United    | 1:2      | FC Aldershot        |
| 15. Dezember 1979 | FC Reading         | 3:1      | FC Barking          |
| 15. Dezember 1979 | Rotherham United   | 0:2      | FC Altrincham       |
| 15. Dezember 1979 | Southend United    | 1:1      | Harlow Town         |
| 15. Dezember 1979 | Tranmere Rovers    | 2:2      | AFC Rochdale        |
| 15. Dezember 1979 | FC Walsall         | 1:1      | Halifax Town        |
| 15. Dezember 1979 | Yeovil Town        | 1:0      | Slough Town         |
| 17. Dezember 1979 | Blackburn Rovers   | 2:0      | Stafford Rangers    |
| 18. Dezember 1979 | FC Chester         | 1:0      | FC Barnsley         |
| 18. Dezember 1979 | Torquay United     | 3:3      | Swindon Town        |
| 18. Dezember 1979 | FC Wimbledon       | 0:0      | FC Portsmouth       |
| 19. Dezember 1979 | Chesham United     | 1:1      | Merthyr Town        |
| 5. Januar 1980    | Northwich Victoria | 2:2      | Wigan Athletic      |

#### Wiederholungsspiele
| Datum             |                | Ergebnis |                    |
| ----------------- | -------------- | -------- | ------------------ |
| 18. Dezember 1979 | Halifax Town   | 1:1      | FC Walsall         |
| 18. Dezember 1979 | Harlow Town    | 1:0      | Southend United    |
| 18. Dezember 1979 | FC Millwall    | 3:2      | FC Croydon         |
| 18. Dezember 1979 | AFC Rochdale   | 2:1      | Tranmere Rovers    |
| 18. Dezember 1979 | York City      | 0:2      | FC Bury            |
| 22. Dezember 1979 | Merthyr Town   | 1:3      | Chesham United     |
| 22. Dezember 1979 | Swindon Town   | 3:2      | Torquay United     |
| 24. Dezember 1979 | Halifax Town   | 2:0      | FC Walsall         |
| 24. Dezember 1979 | FC Portsmouth  | 3:3      | FC Wimbledon       |
| 5. Januar 1980    | FC Wimbledon   | 0:1      | FC Portsmouth      |
| 7. Januar 1980    | Wigan Athletic | 1:0      | Northwich Victoria |

### Dritte Hauptrunde
| Datum           |                      | Ergebnis |                         |
| --------------- | -------------------- | -------- | ----------------------- |
| 4. Januar 1980  | Bristol Rovers       | 1:2      | Aston Villa             |
| 5. Januar 1980  | FC Altrincham        | 1:1      | FC Orient               |
| 5. Januar 1980  | Birmingham City      | 2:1      | FC Southampton          |
| 5. Januar 1980  | Bristol City         | 6:2      | Derby County            |
| 5. Januar 1980  | FC Burnley           | 1:0      | Stoke City              |
| 5. Januar 1980  | Cardiff City         | 0:0      | FC Arsenal              |
| 5. Januar 1980  | Carlisle United      | 3:2      | Bradford City           |
| 5. Januar 1980  | Chesham United       | 0:2      | Cambridge United        |
| 5. Januar 1980  | FC Everton           | 4:1      | FC Aldershot            |
| 5. Januar 1980  | Halifax Town         | 1:0      | Manchester City         |
| 5. Januar 1980  | Leeds United         | 1:4      | Nottingham Forest       |
| 5. Januar 1980  | Leicester City       | 1:1      | Harlow Town             |
| 5. Januar 1980  | FC Liverpool         | 5:0      | Grimsby Town            |
| 5. Januar 1980  | Luton Town           | 0:2      | Swindon Town            |
| 5. Januar 1980  | Mansfield Town       | 0:2      | Brighton & Hove Albion  |
| 5. Januar 1980  | FC Millwall          | 5:1      | Shrewsbury Town         |
| 5. Januar 1980  | Newcastle United     | 0:2      | FC Chester              |
| 5. Januar 1980  | Notts County         | 1:3      | Wolverhampton Wanderers |
| 5. Januar 1980  | Oldham Athletic      | 0:1      | Coventry City           |
| 5. Januar 1980  | Preston North End    | 0:3      | Ipswich Town            |
| 5. Januar 1980  | Queens Park Rangers  | 1:2      | FC Watford              |
| 5. Januar 1980  | FC Reading           | 2:0      | Colchester United       |
| 5. Januar 1980  | AFC Sunderland       | 0:1      | Bolton Wanderers        |
| 5. Januar 1980  | Swansea City         | 2:2      | Crystal Palace          |
| 5. Januar 1980  | Tottenham Hotspur    | 1:1      | Manchester United       |
| 5. Januar 1980  | West Bromwich Albion | 1:1      | West Ham United         |
| 5. Januar 1980  | AFC Wrexham          | 6:0      | Charlton Athletic       |
| 5. Januar 1980  | Yeovil Town          | 0:3      | Norwich City            |
| 8. Januar 1980  | Blackburn Rovers     | 1:1      | FC Fulham               |
| 8. Januar 1980  | AFC Rochdale         | 1:1      | FC Bury                 |
| 9. Januar 1980  | FC Portsmouth        | 1:1      | FC Middlesbrough        |
| 14. Januar 1980 | FC Chelsea           | 0:1      | Wigan Athletic          |

#### Wiederholungsspiele
| Datum           |                   | Ergebnis |                      |
| --------------- | ----------------- | -------- | -------------------- |
| 8. Januar 1980  | FC Arsenal        | 2:1      | Cardiff City         |
| 8. Januar 1980  | Crystal Palace    | 3:3      | Swansea City         |
| 8. Januar 1980  | Harlow Town       | 1:0      | Leicester City       |
| 8. Januar 1980  | West Ham United   | 2:1      | West Bromwich Albion |
| 9. Januar 1980  | Manchester United | 0:1      | Tottenham Hotspur    |
| 9. Januar 1980  | FC Orient         | 2:1      | FC Altrincham        |
| 14. Januar 1980 | FC Middlesbrough  | 3:0      | FC Portsmouth        |
| 14. Januar 1980 | Swansea City      | 2:1      | Crystal Palace       |
| 15. Januar 1980 | FC Fulham         | 0:1      | Blackburn Rovers     |
| 21. Januar 1980 | FC Bury           | 3:2      | AFC Rochdale         |

### Vierte Hauptrunde
| Datum           |                         | Ergebnis |                        |
| --------------- | ----------------------- | -------- | ---------------------- |
| 26. Januar 1980 | FC Arsenal              | 2:0      | Brighton & Hove Albion |
| 26. Januar 1980 | Birmingham City         | 2:1      | FC Middlesbrough       |
| 26. Januar 1980 | Blackburn Rovers        | 1:0      | Coventry City          |
| 26. Januar 1980 | Bolton Wanderers        | 2:0      | Halifax Town           |
| 26. Januar 1980 | Bristol City            | 1:2      | Ipswich Town           |
| 26. Januar 1980 | FC Bury                 | 1:0      | FC Burnley             |
| 26. Januar 1980 | Cambridge United        | 1:1      | Aston Villa            |
| 26. Januar 1980 | Carlisle United         | 0:0      | AFC Wrexham            |
| 26. Januar 1980 | FC Chester              | 2:0      | FC Millwall            |
| 26. Januar 1980 | FC Everton              | 3:0      | Wigan Athletic         |
| 26. Januar 1980 | Nottingham Forest       | 0:2      | FC Liverpool           |
| 26. Januar 1980 | FC Orient               | 2:3      | West Ham United        |
| 26. Januar 1980 | Swansea City            | 4:1      | FC Reading             |
| 26. Januar 1980 | Swindon Town            | 0:0      | Tottenham Hotspur      |
| 26. Januar 1980 | FC Watford              | 4:3      | Harlow Town            |
| 26. Januar 1980 | Wolverhampton Wanderers | 1:1      | Norwich City           |

#### Wiederholungsspiele
| Datum           |                   | Ergebnis |                         |
| --------------- | ----------------- | -------- | ----------------------- |
| 29. Januar 1980 | AFC Wrexham       | 3:1      | Carlisle United         |
| 30. Januar 1980 | Aston Villa       | 4:1      | Cambridge United        |
| 30. Januar 1980 | Norwich City      | 2:3      | Wolverhampton Wanderers |
| 30. Januar 1980 | Tottenham Hotspur | 2:1      | Swindon Town            |

### Fünfte Hauptrunde
| Datum            |                         | Ergebnis |                 |
| ---------------- | ----------------------- | -------- | --------------- |
| 16. Februar 1980 | Blackburn Rovers        | 1:1      | Aston Villa     |
| 16. Februar 1980 | Bolton Wanderers        | 1:1      | FC Arsenal      |
| 16. Februar 1980 | FC Everton              | 5:2      | AFC Wrexham     |
| 16. Februar 1980 | Ipswich Town            | 2:1      | FC Chester      |
| 16. Februar 1980 | FC Liverpool            | 2:0      | FC Bury         |
| 16. Februar 1980 | Tottenham Hotspur       | 3:1      | Birmingham City |
| 16. Februar 1980 | West Ham United         | 2:0      | Swansea City    |
| 16. Februar 1980 | Wolverhampton Wanderers | 0:3      | FC Watford      |

#### Wiederholungsspiele
| Datum            |             | Ergebnis |                  |
| ---------------- | ----------- | -------- | ---------------- |
| 19. Februar 1980 | FC Arsenal  | 3:0      | Bolton Wanderers |
| 20. Februar 1980 | Aston Villa | 1:0      | Blackburn Rovers |

### Sechste Hauptrunde
| Datum        |                   | Ergebnis |              |
| ------------ | ----------------- | -------- | ------------ |
| 8. März 1980 | FC Everton        | 2:1      | Ipswich Town |
| 8. März 1980 | Tottenham Hotspur | 0:1      | FC Liverpool |
| 8. März 1980 | FC Watford        | 1:2      | FC Arsenal   |
| 8. März 1980 | West Ham United   | 1:0      | Aston Villa  |

### Halbfinale
Die ersten beiden Spiele wurden am 12. April 1980 und die ersten beiden Wiederholungsspiele am 16. April 1980 ausgetragen. Die folgenden Partien zwischen Arsenal und Liverpool wurden am 28. April 1980 und am 1. Mai 1980 bestritten.
|            | Ergebnis |                 | Ort                             |
| ---------- | -------- | --------------- | ------------------------------- |
| FC Everton | 1:1      | West Ham United | Villa Park, Birmingham          |
| FC Arsenal | 0:0      | FC Liverpool    | Hillsborough Stadium, Sheffield |

#### Wiederholungsspiel
|                 | Ergebnis |              | Ort                      |
| --------------- | -------- | ------------ | ------------------------ |
| West Ham United | 2:0      | FC Everton   | Goodison Park, Liverpool |
| FC Arsenal      | 1:1      | FC Liverpool | Villa Park, Birmingham   |
| FC Arsenal      | 1:1      | FC Liverpool | Villa Park, Birmingham   |
| FC Arsenal      | 1:0      | FC Liverpool | Highfield Road, Coventry |

### Finale
| West Ham United                           | West Ham United | FC Arsenal | FC Arsenal |
| ----------------------------------------- | --- | --- | ---------- |
| West Ham United                           | \| Finale \| \| Samstag, 10. Mai 1980 in London (Wembley) \| \| Ergebnis: 1:0 (1:0) \| \| Zuschauer: 100.000 \| \| Schiedsrichter: George Courtney \| \| Spielbericht \|                    | \| Finale \| \| Samstag, 10. Mai 1980 in London (Wembley) \| \| Ergebnis: 1:0 (1:0) \| \| Zuschauer: 100.000 \| \| Schiedsrichter: George Courtney \| \| Spielbericht \|                             | FC Arsenal |
| West Ham United                           | Phil Parkes – Ray Stewart, Frank Lampard senior – Billy Bonds, Alvin Martin, Alan Devonshire – Paul Allen, Stuart Pearson, David Cross, Trevor Brooking, Geoff Pike Cheftrainer: John Lyall | Pat Jennings – Pat Rice, John Devine (61. Sammy Nelson) – Brian Talbot, David O’Leary, Willie Young – Liam Brady, Alan Sunderland, Frank Stapleton, David Price, Graham Rix Cheftrainer: Terry Neill | FC Arsenal |
| West Ham United                           | 1:0 Trevor Brooking (13.) | | FC Arsenal |
| Finale                                    | | |            |
| Samstag, 10. Mai 1980 in London (Wembley) | | |            |
| Ergebnis: 1:0 (1:0)                       | | |            |
| Zuschauer: 100.000                        | | |            |
| Schiedsrichter: George Courtney           | | |            |
| Spielbericht                              | | |            |